# Platja de Montsià Mar
La platja de Montsià Mar és un seguit de 8 petites platges del municipi d'Alcanar (Montsià), situades davant de la urbanització Montsià Mar, entre la platja del Barranc de la Martinenca, al sud-oest, i la platja d'Alcanar, al nord-est. La platja més gran i més meridional de les 8, antigament anomenada cala Darseneta, té una longitud de 70 metres i una amplada de 12 metres, formada per sorra, grava i còdols. Les platges estan rodejades de formacions rocoses, que fan difícil l'accés a alguna d'elles.